# Palle Simonsen

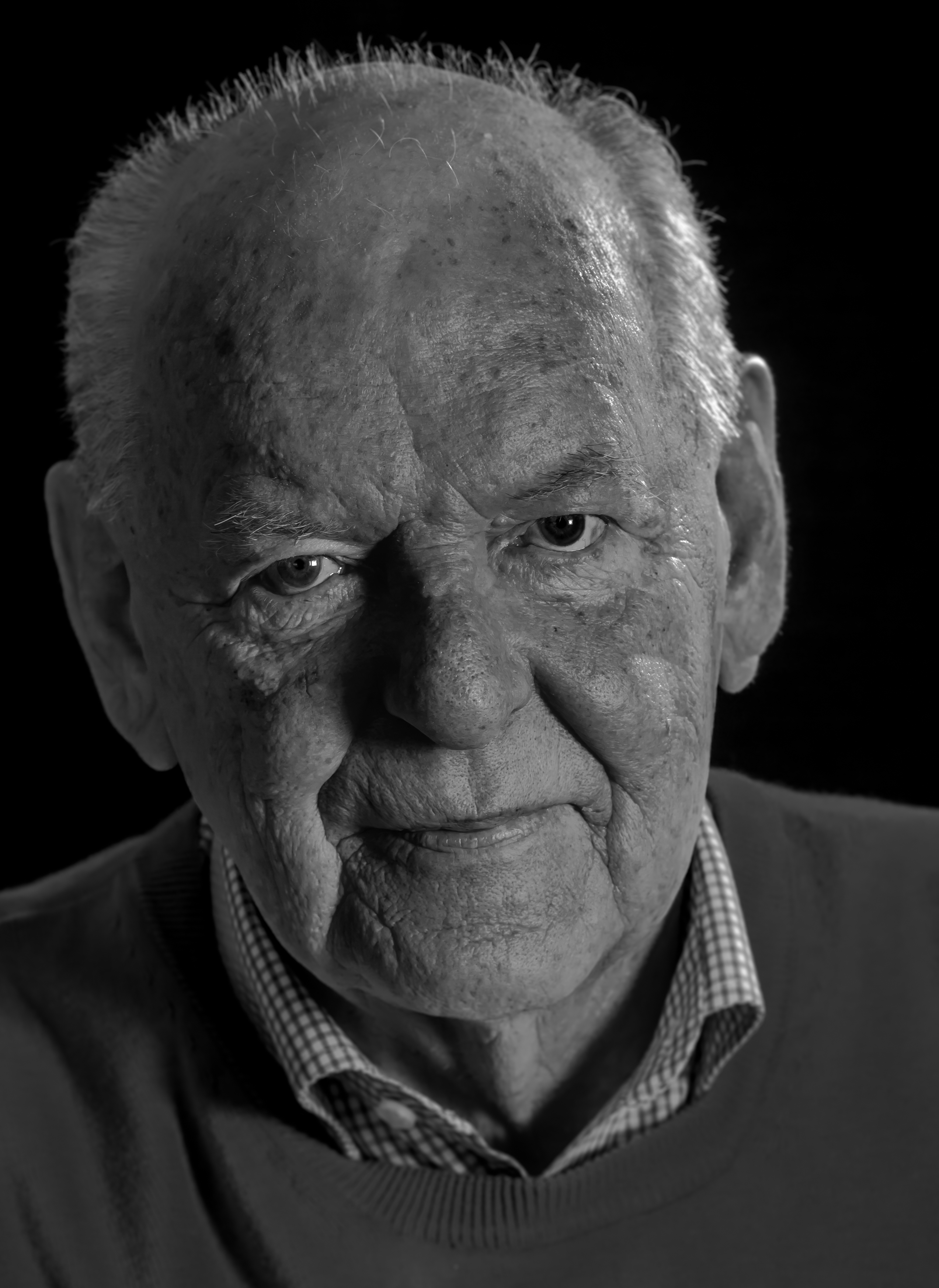
Palle Simonsen

Palle Julius Skipper Simonsen (* 6. Mai 1933 in Sall, Favrskov Kommune, Region Midtjylland, Dänemark; † 16. April 2014) war ein dänischer Politiker von Det Konservative Folkeparti, der fast zwanzig Jahre lang Abgeordneter des Folketing sowie Sozial- und Finanzminister war.

## Leben

### Abgeordneter des Folketing und Minister
Simonsen war nach einer kaufmännischen Ausbildung an der Jütländischen Handelshochschule (Den Jydske Handelshøjskole) in Aarhus seit 1953 als Kaufmann tätig. Seine politische Laufbahn begann er in der Jugendorganisation der Konservativen Volkspartei (Konservativ Ungdoms Landsorganisation) und war zwischen 1960 und 1962 deren stellvertretender Landesvorsitzender. 1965 wurde er zunächst Prokurist und war zuletzt bis 1970 Direktor des Unternehmens DCK International.
Er wurde bei der Folketingswahl vom 23. Januar 1968 erstmals als Kandidat von Det Konservative Folkeparti als Abgeordneter in das Folketing gewählt und gehörte diesem zunächst bis 1975 an. Während dieser Zeit war er von 1970 bis 1982 Direktor des Zivilschutzverbandes (Civilforsvarsforbundet) sowie in der Wahlperiode von Dezember 1973 bis Januar 1975 war er Vorsitzender des Sozialausschusses des Folketing.
Bei der Folketingswahl vom 15. Februar 1977 wurde er abermals zum Abgeordneten gewählt und gehörte dem Folketing bis zu seinem Rückzug aus der Politik im Oktober 1989 an. 1977 war er kurzzeitig Vorsitzender des Verteidigungsausschusses des Folketing.
Nach dem Amtsantritt von Ministerpräsident Poul Schlüter wurde Simonsen von diesem am 10. September 1982 zum Sozialminister (Socialminister) in dessen Kabinett berufen. Diese als firkløverregering (Vierblättrige Kleeblattregierung) bezeichnete Koalition setzte sich aus Ministern von Det Konservative Folkeparti, Venstre, Centrum-Demokraterne und Kristeligt Folkeparti zusammen.
Im Rahmen einer Kabinettsumbildung übernahm er am 23. Juli 1984 das Amt des Finanzministers (Finansminister) von Henning Christophersen, während Elsebeth Kock-Petersen neue Sozialministerin wurde. Das Amt des Finanzministers bekleidete er bis zu seinem Rückzug aus der Politik am 30. Oktober 1989 und wurde dann von seinem Parteifreund Henning Dyremose abgelöst.

### Manager und soziales Engagement
Nach seinem Ausscheiden aus Regierung und Folketing wurde Simonsen 1989 Verwaltungsdirektor des Rentenversicherungsträgers ATP (Arbejdsmarkedets Tillægspension) und bekleidete diese Funktion bis 1998. Daneben fungierte er zwischen 1990 und 2004 als Vorsitzender des Zentralen Behindertenrates (Det Centrale Handicapråd) sowie zugleich von 1991 bis 2008 als Vorsitzender des Zentrums des Fonds zur Gleichbehandlung von Behinderten und Verkrüppelten (Center for Ligebehandling af Handicappede og Vanførefonden).
Simonsen, der zwischen 1995 und 2002 Vorstandsvorsitzender von Post Danmark war, wurde 1998 Vorstandsvorsitzender des Sozialforschungsinstitutes SFI (Socialforskningsinstituttet) und übte diese Funktion zehn Jahre lang bis 2008 aus. Gleichzeitig war er zwischen 1997 und 2000 Vorsitzender des Rates für Erwachsenen- und Weiterbildung (Voksen- og Efteruddannelsesrådet).
Des Weiteren engagierte er sich im Verwaltungsrat der 1928 von Hans Christian Kofoed gegründeten Kofoed Skole, ein Non-Profit-Organisation zur Hilfe von Menschen in Notsituationen sowie als Mitglied des Rates für historische Gebäude (Ældreboligrådet).
Für sein langjähriges Engagement wurde Simonsen 1998 zum Kommandeur 1. Klasse des Dannebrogordens ernannt.
2009 erschien Simonsens Buch Gemt eller glemt - alle har ret til at være med, in dem er sich mit Fehlern in der Sozialpolitik und der ehrenamtlichen Sozialarbeit auseinandersetzte. Sein eigenes ehrenamtliches Engagement in der Sozialarbeit zeigte sich auch, als er 2009 mit dem früheren Ministerpräsidenten Poul Nyrup Rasmussen die Sozialvereinigung Det Sociale Netværk gründete, deren Vorstandsmitglied und Vize-Vorsitzender er war. Diese fungiert als Dachverband sozialer Institutionen, organisiert ein jährliches Psychiatrietreffen und betreibt die Homepage Psykisksaarbar.dk. Dabei richtet Det Sociale Netværk den Fokus auf psychisch gefährdete Menschen und die Lebenssituation von deren Angehörigen.

## Veröffentlichungen
- Socialpolitikkens kernegrupper, in: Festskrift i anledning af Socialministeriets 75 års jubilæum, S. 60 ff., 2001[2]
- Gemt eller glemt - alle har ret til at være med, 2009